# Санту-Инасиу-ду-Пиауи
Санту-Инасиу-ду-Пиауи (порт. Santo Inácio do Piauí) — муниципалитет в Бразилии, входит в штат Пиауи. Составная часть мезорегиона Юго-восток штата Пиауи. Входит в экономико-статистический микрорегион Алту-Медиу-Канинде. Население составляет 3648 человек на 2010 год. Занимает площадь 852,892 км². Плотность населения — 4,28 чел./км².

## Демография
Согласно сведениям, собранным в ходе переписи 2010 г. Национальным институтом географии и статистики (IBGE), население муниципалитета составляет:
| Полное население                               | Полное население                               | Полное население                               | Полное население                               | 3648  |
| ---------------------------------------------- | ---------------------------------------------- | ---------------------------------------------- | ---------------------------------------------- | ----- |
| в том числе:                                   | Городское население                            | 2297                                           | Процент городского населения, %                | 62,97 |
|                                                | Сельское население                             | 1351                                           | Процент сельского населения, %                 | 37,03 |
|                                                | Мужское население                              | 1851                                           | Процент мужского населения, %                  | 50,74 |
|                                                | Женское население                              | 1797                                           | Процент женского населения, %                  | 49,26 |
| Плотность населения, чел/км²                   | Плотность населения, чел/км²                   | Плотность населения, чел/км²                   | Плотность населения, чел/км²                   | 4,28  |
| Население муниципалитета в % к населению штата | Население муниципалитета в % к населению штата | Население муниципалитета в % к населению штата | Население муниципалитета в % к населению штата | 0,12  |

По данным оценки 2016 года, население муниципалитета составляет 3720 жителей.

## История
Город основан 14 декабря 1952 года. 

## Статистика
- Валовой внутренний продукт на 2003 год составляет 5 865 128,00 реалов (данные: Бразильский институт географии и статистики).
- Валовой внутренний продукт на душу населения на 2003 год составляет 1672,41 реалов (данные: Бразильский институт географии и статистики).
- Индекс развития человеческого потенциала на 2000 год составляет 0,628 (данные: Программа развития ООН).